# Station Stare Berezowo
Station Stare Berezowo is een spoorwegstation in de Poolse plaats Stare Berezowo.